# Melvill van Carnbee

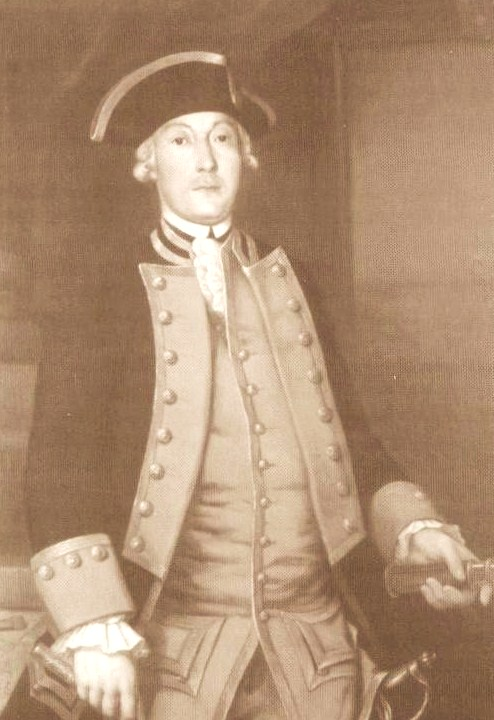
Pieter Melvill van Carnbee (1743-1826)

Melvill van Carnbee (ook: Melville) is een van oorsprong Iers, daarna Nederlands geslacht waarvan leden sinds 1815 tot de Nederlandse adel behoren.

## Geschiedenis
De stamreeks begint met John Melvill, kapitein-luitenant die in 1709 overleed. Diens zoon James John (1708-1751) werd majoor in Statendienst. Een zoon van de laatste, Pieter Melvill van Carnbee (1743-1826) werd bij Koninklijk Besluit van 16 september 1815 verheven in de Nederlandse adel; in 1822 werd hem de titel van baron verleend, overgaande bij eerstgeboorte. In 1834 kreeg een kleindochter van hem de titel van barones.
Anno 1999 waren er nog negen mannelijke telgen in leven, op een na wonende in Amerika, onder wie de toenmalige chef de famille; die laatste overleed in 2012 waardoor zijn zoon hem als zodanig opvolgde. Die laatste heeft vijf zonen van wie de laatste is geboren in 1999.

## Enkele telgen
Pieter baron Melvill van Carnbee, heer van Op- en Neder-Andel (1743-1826), viceadmiraal
- James John baron Melvill van Carnbee, heer van Op- en Neder-Andel (1776-1833), schout-bij-nacht
  - Albertina Petronella barones Melvill van Carnbee, vrouwe van Op- en Neder-Andel (1800-1879)
  - James John baron Melvill van Carnbee, heer van Op- en Neder-Andel (1802-1842), luitenant-ter-zee
- Isaäc August baron Melvill van Carnbee (1780-1845), luitenant-ter-zee, ambtenaar
  - Pieter baron Melvill van Carnbee (1816-1856), luitenant-ter-zee, cartograaf en bibliograaf
  - James John baron Melvill van Carnbee, heer van Op- en Neder-Andel (1820-1891), kolonel titulair
    - James Arnaud Henri Louis baron Melvill van Carnbee, heer van Op- en Neder-Andel (1867-1944), kapitein, Olympisch schermer

  - Jhr. Andrew Robert William Melvill van Carnbee (1832-1891), luitenant-ter-zee
    - Jhr. mr. August Lewis John Melvill van Carnbee (1862-1918), lid gemeenteraad en wethouder van Driebergen, hoogheemraad
      - Jhr. mr. Pieter Robert Adriaan Melvill van Carnbee (1870-1924), diplomaat
        - Drs. Henry John Robert Richard baron Melvill van Carnbee (1903-1962), auteur
          - Robert Augustus Henry Richard John baron Melvill van Carnbee (1929-2012), journalist, Amerikaans staatsburger onder de naam Robert Frederick Melville
            - David Guyer baron Melville (1958), reclameadviseur en chef de famille; trouwde in 1984 met Lisa Mardas (1963), toonkunstenares
              - Jhr. Stephen James Melville (1986), vermoedelijke opvolger als chef de famille

          - Jkvr. Elisabeth Dorothea Virginia Constanza Melvill van Carnbee (1930), kunstschilderes